# Курти, Лец
Лец Курти (алб. Lec Kurti 9 мая 1886, Шкодер, Османская империя — декабрь 1948, Рим, Италия) — албанский композитор, дипломат. Автор первой албанской оперы.

## Биография
Сын музыканта и композитора Палока Курти и Ангелины, урожденной Параник. Учился музыки в Пезаро, а затем изучал теорию композиции в Академия изящных искусств, Венеция. Первые произведения написал в 1908-1916 годах, став одним из первых албанских сочинителей академической музыки. В 1914 написал гимн в честь князя Албании Вильгельма Вида, а через год — первую албанскую оперу «Арбереша» (алб. Arberesha).
В 1918 начал работу в дипломатическом корпусе Княжества Албания. В 1920-1924 годах Представлял страну в Бари и Риме. В 1926-1929 годах исполнял функции временного поверенного в посольстве в Афинах. В 1930-1935 был аккредитованным представителем Албании в Женеве при Лиге Наций.  В ноябре 1935 года был назначен на должность полномочного и чрезвычайного министра Королевства Албании в Лондоне. После нападения Италии на Албанию не признал новых коллаборационистских властей и иммигрировал в США. В Нью-Йорке был членом пан-албанской организации Ватра (алб. Vatra). Несмотря на серьезные проблемы со зрением, вернулся на родину в 1942 году. Помогал Народному фронту, руководя его структурами в Шкодере.
В октябре 1943 года после восстановления фашистами Министерства иностранных дел ненадолго вернулся на дипломатическую службу. Покинул страну в ноябре 1944, после прихода к власти коммунистов. На небольшой лодке доплыл до Бари, оттуда перебрался в Рим, где и провел последние годы жизни.